# Nokia 7710
Il Nokia 7710 è uno smartphone prodotto dall'azienda finlandese Nokia e messo in commercio nel 2004.
Vista la particolarità di questo modello (schermo grande, senza tasti, touchscreen e con la possibilità di inserire una scheda di memoria esterna), la filiale italiana di Nokia decise di realizzare dei brainstorming creativi per individuare un utilizzo di questo cellulare "totalmente innovativo". Venne dunque commercializzato assieme ad una scheda contenente le mappe d'Italia e ad un'antenna satellitare, con cui comunicava tramite tecnologia Bluetooth, che consentiva al cellulare di identificare la posizione in cui si trovava. Nacque così il primo navigatore satellitare in un cellulare al mondo. Le mappe furono fornite da TomTom, azienda leader nella produzione di navigatori portatili.

## Caratteristiche
- Dimensioni: 128 x 70 x 19 mm
- Massa: 189 g
- Sistema operativo: Symbian OS 7.0 Series90 v1.1
- Risoluzione display: 640 x 320 pixel a 65.000 colori
- Durata batteria in conversazione: 12 ore
- Durata batteria in standby: 210 ore (8 giorni)
- Memoria: 90 MB espandibile con MMC
- Fotocamera: 1.0 megapixel
- Bluetooth
- schermo touch screen